# Csánig
Csánig là một thị trấn thuộc hạt Vas, Hungary. Thị trấn này có diện tích 8,19 km², dân số năm 2010 là 383 người, mật độ 47 người/km².